# Soraya Thronicke
Soraya Vieira Thronicke, née le 1er juin 1973 à Dourados (Brésil), est une avocate et femme politique brésilienne. Sénatrice de l'État du Mato Grosso do Sul depuis le 1er février 2019, elle se présente à l'élection présidentielle brésilienne de 2022 où elle termine à la 5e position avec 0,51 % des voix.

## Biographie
Soraya Thronicke naît le 1er juin 1973 à Dourados, dans l'État du Mato Grosso do Sul, et grandit dans la ville de Campo Grande. Comme il est courant dans l'État du Mato Grosso do Sul, Soraya Thronicke est d'origine germano-brésilienne. Avant de devenir une femme politique, Soraya Thronicke exerce le métier d'avocate. Elle se fait connaître en agissant dans des manifestations en 2013 ainsi que pour des actions qu'elle a déposées contre des politiciens et des entreprises. Sa famille possède plusieurs motels dans l'État du Mato Grosso do Sul. Mariée, elle a un fils.
Elle est diplômée en droit de la faculté de Campo Grande (2002) et d'un Master of Business Administration (MBA) en droit des affaires de la Fundação Getúlio Vargas (2006). Également titulaire de diplômes en droit fiscal et en droit de la famille et des successions de la faculté de droit Damásio de Jesus, elle a travaillé dans ce domaine pour le cabinet d'avocats associés Cabral Gomes e Thronicke.

## Carrière et fonctions politiques

### Élections parlementaires brésiliennes de 2018
Soraya Thronicke est élue sénatrice de l'État du Mato Grosso do Sul lors des élections parlementaires brésiliennes de 2018, obtenant 16,19 % des voix. La position politique sur laquelle la sénatrice elle-même se positionne est qualifiée de conservatrice en matière de coutumes et de libérale en matière d'économie.
Élue en fonction de l'influence du président de la république fédérative du Brésil Jair Bolsonaro, Soraya Thronicke soutient l'un des principaux programmes du chef de l'exécutif, à savoir la défense de la possession d'armes à feu. Le soutien politique de Soraya Thronicke va également dans le sens des propositions qui soutiennent le renforcement de la législation pénale et la lutte contre la corruption et la violence au Brésil.
Se proclament défenseur du droit à la propriété privée, Soraya Thronicke est élue, au début de son mandat en février 2019, présidente de la commission de l'agriculture et de la réforme agraire jusqu'en 2021. Son positionnement l'a mise en conflit avec l'ancienne candidate à la vice-présidence lors de l'élection présidentielle brésilienne de 2018, Sônia Guajajara, lors d'une audience publique de la Commission sénatoriale des droits de l'homme et de la législation participative, ayant pour thème la santé des peuples indigènes, lorsqu'elle a tenu un discours sur les questions et les droits fonciers de ces derniers,.
Dans une interview accordée au journal O Globo, à propos de l'agenda des femmes, Soraya Thronicke déclare que sa politique aura un « parti pris féminin, et non féministe ». Face à cette allégation, Soraya Thronicke fait preuve de conservatisme en s'opposant à l'avortement, à la libéralisation des drogues et au maintien de la famille, tout en défendant l'entrée des femmes homosexuelles en politique. Bien que suivant une base conservatrice, Soraya Thronicke s'oppose à l'homophobie, reconnaît les unions homosexuelles et défend le droit des homosexuels à former leur propre famille, avec les mêmes droits et devoirs que les autres citoyens. D'autres parlementaires comme Soraya Manato et Alê Silva se sont positionnées en faveur du quota de femmes en politique, préfiguré dans la loi électorale depuis 2009. Dans la défense, on peut citer la nécessité du respect de la loi par les partis politiques, ainsi que la fin des prête-noms pour respecter le quota, ainsi que démasquer et vaincre les processus de fraude dans les procédures électorales.

### Élection présidentielle brésilienne de 2022
Le 2 août 2022, le parti Union Brésil annonce la pré-candidature de Soraya Thronicke à la présidence de la république fédérative du Brésil à l'élection présidentielle brésilienne de 2022. Le 5 août 2022, la campagne présidentielle de Soraya Thronicke est officialisée à São Paulo, avec Marcos Cintra comme candidat à la vice-présidence. Le 3 octobre 2022, au lendemain du 1er tour, Soraya Thronicke termine à la 5e position. Elle comptabilise au total 0,51 % des voix, soit 600 943 votes.